# Certosa di Banda
La certosa di Banda è un'abbazia certosina di Villar Focchiardo, comune della val di Susa in Provincia di Torino, ormai inattiva.

## Storia
Banda nacque come possedimento della certosa di Montebenedetto nel 1205, e rispetto a quest'ultima acquisì progressivamente importanza grazie alla vicinanza con il fondovalle ed alla coltivazione della vite e del castagno. Qui si curavano i monaci della certosa superiore, e si ricevevano le personalità che desideravano salirvi.
Dopo l'alluvione di Montebenedetto nel 1473, l'intera comunità monastica si trasferì a Banda (1498), e quella che prima era una "grangia" acquisì lo status di Certosa.
Nel 1598 i monaci si trasferirono ad Avigliana, ma nel 1630 Carlo Emanuele I fece distruggere il loro convento per costruire dei bastioni difensivi per la città, e furono costretti a tornare a Banda.
Nel 1647 la comunità si trasferì definitivamente presso la certosa reale di Collegno, e Banda iniziò a cadere progressivamente in rovina.
Attualmente il complesso, nel comune di Villar Focchiardo, è in stato di abbandono. La chiesa abbaziale presenta un coro ligneo in cattivo stato di conservazione, e le celle ed il chiostro o sono in rovina o sono stati, nei secoli, incorporati fra le abitazioni della borgata.